# Альбалате-де-Соріта
Альбалате-де-Соріта (ісп. Albalate de Zorita) — муніципалітет в Іспанії, у складі автономної спільноти Кастилія-Ла-Манча, у провінції Гвадалахара. Населення — 1049 осіб (2010).
Муніципалітет розташований на відстані близько 75 км на схід від Мадрида, 45 км на південний схід від Гвадалахари.
На території муніципалітету розташовані такі населені пункти: (дані про населення за 2010 рік)
- Альбалате-де-Соріта: 805 осіб
- Нуева-Сьєрра-де-Альтоміра: 244 особи

## Демографія
Динаміка населення (INE ):

## Галерея зображень

Розташування муніципалітету у провінції Гвадалахара